# Jan Dadak
Jan Kazimierz Dadak (ur. 17 grudnia 1883 w Szczercu, zm. 7 lipca 1916 pod Polska Górą k. Kostiuchnówki) – polski nauczyciel, plutonowy Legionów Polskich, działacz niepodległościowy, kawaler Orderu Virtuti Militari.

## Życiorys
Urodził się 17 grudnia 1883 w Szczercu, w ówczesnym powiecie lwowskim, w rodzinie Jana i Emilii ze Szturmów. W latach 1894–1904 uczył się w c. k. IV Gimnazjum we Lwowie, w którym zdał maturę. Następnie studiował na Wydziale Filozoficznym c. k. Uniwersytetu im. Cesarza Franciszka we Lwowie. Od 1909 pracował, jako zastępca nauczyciela w c. k. Wyższym Gimnazjum I w Stanisławowie. Od 1911 był członkiem Związku Strzeleckiego.
W 1914 wstąpił do Legionów Polskich i otrzymał przydział do 1 kompanii II batalionu 5 pułku piechoty. 5 sierpnia 1915 w bitwie pod Kamionką wykonując niebezpieczny zwiad, przyczynił się do zajęcia okopów nieprzyjaciela. Za bohaterstwo w walce odznaczony został Krzyżem Srebrnym Orderu Virtuti Militari.
7 lipca 1916 w czasie walk o Polską Górę został ciężko ranny i zmarł z ran. Był kawalerem.

## Ordery i odznaczenia
- Krzyż Srebrny Orderu Wojskowego Virtuti Militari nr 6514 – pośmiertnie, 17 maja 1922[7][8]
- Krzyż Niepodległości – pośmiertnie, 23 grudnia 1933 „za pracę w dziele odzyskania niepodległości”[9]
- Krzyż Walecznych[3]
- Odznaka „Za wierną służbę”[10]